# Scheloribates bunaensis
Scheloribates bunaensis är en kvalsterart som beskrevs av K. Fujikawa 2004. Scheloribates bunaensis ingår i släktet Scheloribates och familjen Scheloribatidae. Inga underarter finns listade i Catalogue of Life.